# Игра на пари
„Игра на пари“ (на английски: Get Shorty) е американска криминална комедия от 1995 г. на режисьора Бари Зоненфелд, по сценарий на Скот Франк. Базирана е на едноименния роман от Елмор Ленард. Във филма участват Джон Траволта, Джийн Хекман, Рене Русо, Делрой Линдо, Джеймс Гандолфини, Денис Фарина и Дани Де Вито.
Продължението, „Игра по ноти“, излиза през 2005 г. През 2017 г. е направен сериал със същото име.